# Угао (Сјеница)
Угао је насеље у Србији у општини Сјеница у Златиборском округу. Према попису из 2022. било је 444 становника (према попису из 1991. било је 839 становника).

## Демографија
У насељу Угао живи 372 пунолетна становника, а просечна старост становништва износи 31,9 година (31,1 код мушкараца и 32,5 код жена). У насељу има 97 домаћинстава, а просечан број чланова по домаћинству је 5,62.
Ово насеље је великим делом насељено Бошњацима (према попису из 2002. године), а у последња три пописа, примећен је пад у броју становника.
|  |

| Демографија | Демографија | Демографија |
| Година      | Становника  | Становника  |
| ----------- | ----------- | ----------- |
| 1948.       | 633         |             |
| 1953.       | 749         |             |
| 1961.       | 874         |             |
| 1971.       | 797         |             |
| 1981.       | 890         |             |
| 1991.       | 839         | 804         |
| 2002.       | 545         | 649         |

| Етнички састав према попису из 2002.‍ | Етнички састав према попису из 2002.‍ | Етнички састав према попису из 2002.‍ | Етнички састав према попису из 2002.‍ | Етнички састав према попису из 2002.‍ |
| ------------------------------------ | ------------------------------------ | ------------------------------------ | ------------------------------------ | ------------------------------------ |
|                                      |                                      |                                      |                                      |                                      |
| Бошњаци                              | Бошњаци                              |                                      | 540                                  | 99,08%                               |
| Муслимани                            | Муслимани                            |                                      | 2                                    | 0,36%                                |
| непознато                            | непознато                            |                                      | 3                                    | 0,55%                                |

| Година пописа     | 1948. | 1953. | 1961. | 1971. | 1981. | 1991. | 2002. |
| ----------------- | ----- | ----- | ----- | ----- | ----- | ----- | ----- |
| Број домаћинстава | 96    | 112   | 133   | 120   | 138   | 127   | 97    |

| Број чланова      | 1 | 2 | 3  | 4  | 5  | 6  | 7  | 8 | 9 | 10 и више | Просек |
| ----------------- | - | - | -- | -- | -- | -- | -- | - | - | --------- | ------ |
| Број домаћинстава | 7 | 8 | 10 | 10 | 14 | 13 | 11 | 9 | 5 | 10        | 5,62   |

| Пол    | Укупно | Неожењен/Неудата | Ожењен/Удата | Удовац/Удовица | Разведен/Разведена | Непознато |
| ------ | ------ | ---------------- | ------------ | -------------- | ------------------ | --------- |
| Мушки  | 188    | 75               | 105          | 2              | 0                  | 6         |
| Женски | 212    | 70               | 120          | 16             | 2                  | 4         |
| УКУПНО | 400    | 145              | 225          | 18             | 2                  | 10        |

| Пол    | Укупно                    | Пољопривреда, лов и шумарство | Рибарство                            | Вађење руде и камена | Прерађивачка индустрија       |
| ------ | ------------------------- | ----------------------------- | ------------------------------------ | -------------------- | ----------------------------- |
| Мушки  | 133                       | 123                           | 0                                    | 0                    | 0                             |
| Женски | 92                        | 89                            | 0                                    | 0                    | 1                             |
| УКУПНО | 225                       | 212                           | 0                                    | 0                    | 1                             |
| Пол    | Производња и снабдевање   | Грађевинарство                | Трговина                             | Хотели и ресторани   | Саобраћај, складиштење и везе |
| Мушки  | 1                         | 0                             | 0                                    | 0                    | 0                             |
| Женски | 0                         | 0                             | 0                                    | 0                    | 0                             |
| УКУПНО | 1                         | 0                             | 0                                    | 0                    | 0                             |
| Пол    | Финансијско посредовање   | Некретнине                    | Државна управа и одбрана             | Образовање           | Здравствени и социјални рад   |
| Мушки  | 0                         | 0                             | 0                                    | 7                    | 0                             |
| Женски | 0                         | 0                             | 0                                    | 2                    | 0                             |
| УКУПНО | 0                         | 0                             | 0                                    | 9                    | 0                             |
| Пол    | Остале услужне активности | Приватна домаћинства          | Екстериторијалне организације и тела | Непознато            | Непознато                     |
| Мушки  | 0                         | 0                             | 0                                    | 2                    | 2                             |
| Женски | 0                         | 0                             | 0                                    | 0                    | 0                             |
| УКУПНО | 0                         | 0                             | 0                                    | 2                    | 2                             |